# Galun
Galun egy kis lakatlan sziget Horvátországban, a Kvarner-öbölben, az Adriai-tengerben. 
A sziget a Kvarner szigeteinek csoportjába tartozik. Körülbelül 3 kilométerre található a Krk szigetén található Stara Baškától. Közigazgatásilag Punat község része.
Körülbelül 9 méter magas. Területe 0,060172 km2. A tengerpart hossza 1,28 km. A partok alacsonyak, de sziklásak és megközelíthetetlenek, kivéve a világítótorony közelében található kis mólót. A világítótorony megnevezése: B Bl 3Gp 10s 12m 8M. A lámpa 12 méteres tengerszint feletti magasságból három méterrel múlja felül a szigetecske legmagasabb pontját.
A szigetecske északi oldalán szikla határolja, délkeleten pedig sekély.
Növényzete kizárólag alacsony növényekből áll. A szigeten nagy sirálytelep található.

## Fordítás
Ez a szócikk részben vagy egészben  a   Galun című horvát Wikipédia-szócikk ezen változatának fordításán alapul.  Az eredeti cikk szerkesztőit annak laptörténete sorolja fel. Ez a jelzés csupán a megfogalmazás eredetét és a szerzői jogokat jelzi, nem szolgál a cikkben szereplő információk forrásmegjelöléseként.